# Zabłocie (województwo świętokrzyskie)
Zabłocie – wieś w Polsce położona w województwie świętokrzyskim, w powiecie kieleckim, w gminie Zagnańsk.
W latach 1975–1998 miejscowość należała administracyjnie do województwa kieleckiego.